# AQASM
Le langage AQASM (Atos Quantum Assembler) est un langage informatique sous environnement python développé pour l'informatique quantique par la société  Atos qui s'exécute sur le framework quantique myQLM.  

## Framework myQLM

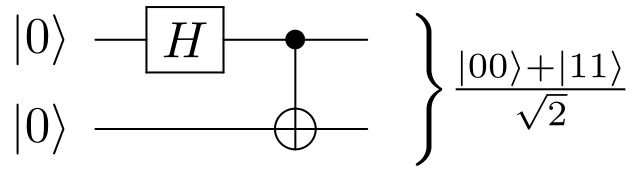
Le circuit quantique correspondant au code.

myQLM est la plate-forme incluant les outils de programmation quantique, sur laquelle s'exécute les programmes en langage AQASM. 
Par exemple, le programme suivant permet l'intrication de deux qubits selon l'état de Bell {\displaystyle |\Phi ^{+}\rangle }.
```
from
 
qat
.
lang
.
AQASM
 
import
 
Program
,
 
H
,
 
CNOT

qprog
 
=
 
Program
()

nbqbits
 
=
 
2

qbits
 
=
 
qprog
.
qalloc
(
nbqbits
)

#
 
Porte
 
de
 
Hadamard

qprog
.
apply
(
H
,
 
qbits
[
0
])

#
 
Porte
 
CNOT

qprog
.
apply
(
CNOT
,
 
qbits
[
0
],
 
qbits
[
1
])

circuit
 
=
 
qprog
.
to_circ
()

#
 
Affichage
 
du
 
circuit

display
(
circuit
)
 
#
 
En
 
ligne
 
de
 
commande

#
%
qatdisplay
 
circuit
 
--
svg
 
#
 
Avec
 
Jupyter

job
 
=
 
circuit
.
to_job
(
nbshots
=
1000
)

result
 
=
 
pylinalgqpu
.
submit
(
job
)

for
 
sample
 
in
 
result:

    
print
(
"état quantique %s -> probabilité : %s"
 
%
 
(
sample
.
state
,
 
sample
.
probability
))

```

Il existe une interopérabilité avec d'autres solutions quantiques, dont Qiskit.
Ainsi le programme suivant permet de convertir le circuit quantique ci-dessous en un format Qiskit et de lancer la simulation sur le simulateur quantique ibmq_qasm_simulator d'IBM.
```
from
 
qat
.
interop
.
qiskit
 
import
 
qlm_to_qiskit

from
 
qat
.
interop
.
qiskit
 
import
 
BackendToQPU

job
 
=
 
circuit
.
to_job
(
nbshots
=
1000
)

qiskit_circuit
 
=
 
qlm_to_qiskit
(
circuit
)
    

IBM_TOKEN
 
=
 
"*********"

qpu
 
=
 
BackendToQPU
(
token
=
IBM_TOKEN
,
 
ibmq_backend
=
"ibmq_qasm_simulator"
)

result
 
=
 
qpu
.
submit
(
job
)

for
 
sample
 
in
 
result:

    
print
(
"état quantique %s -> probabilité : %s"
 
%
 
(
sample
.
state
,
 
sample
.
probability
))

```